# ジョン・G・トンプソン
ジョン・グリッグス・トンプソン（John Griggs Thompson, 1932年10月13日 - ）は、アメリカの数学者。フロリダ大学名誉教授。有限群論の研究で名がある。
奇数位数の有限群は、すべて可解群であることを証明し、フィールズ賞を受ける。たった一人で極小単純群の分類を完成させた傑物である。

## 経歴
カンザス州オタワ生まれ。1961年からハーバード大学、1962年から1968年までシカゴ大学で教鞭を執った。イギリスに渡る。1968年から1993年までケンブリッジ大学教授を務めた。1979年王立協会フェロー選出。
藤原正彦と同僚であった。読書家のジョンがしてきた最初の質問は、三島由紀夫の腹切りと夏目漱石の『こころ』の「先生」の自殺との関連性であったという。

## 受賞歴
- 1965年 コール賞
- 1970年 フィールズ賞
- 1982年 シニア・ベリック賞
- 1985年 シルヴェスター・メダル
- 1992年 ウルフ賞数学部門
- 2000年 アメリカ国家科学賞数学部門
- 2008年 アーベル賞
- 2013年 ド・モルガン・メダル